# Margot Blakely
Margot Blakely (ur. 3 maja 1950 w Auckland) – nowozelandzka narciarka alpejska, olimpijka.
Na zimowych igrzyskach olimpijskich w Grenoble wystartowała w slalomie, jednak nie ukończyła pierwszego przejazdu i wycofała się z kolejnych startów.
Siostra Stuarta Blakely, również alpejczyka olimpijczyka.